# Diassonema Mucungui
Diassonema Neidy Curiata Mucungui, née le 6 juin 1996, est une judokate angolaise.

## Carrière
Aux Championnats d'Afrique de judo 2017 à Antananarivo, elle remporte la médaille de bronze en moins de 57 kg.
En 2023, elle est médaillée d'argent dans la catégorie des moins de 63 kg aux championnats d'Afrique à Casablanca.
Elle est médaillée de bronze dans la catégorie des moins de 70 kg ainsi que par équipe mixte aux Championnats d'Afrique 2025 à Abidjan.

## Palmarès
| Année | Compétition            | Lieu         | Résultat | Catégorie      |
| ----- | ---------------------- | ------------ | -------- | -------------- |
| 2017  | Championnats d'Afrique | Antananarivo | 3e       | Moins de 57 kg |
| 2019  | Championnats d'Afrique | Le Cap       | 3e       | Moins de 57 kg |
| 2019  | Jeux africains         | Rabat        | 3e       | Moins de 57 kg |
| 2020  | Championnats d'Afrique | Antananarivo | 1re      | Moins de 57 kg |
| 2023  | Championnats d'Afrique | Casablanca   | 2e       | Moins de 63 kg |
| 2025  | Championnats d'Afrique | Abidjan      | 3e       | Moins de 70 kg |